# سوزان ميتشيل
سوزان ميتشيل (بالإنجليزية: Suzanne Mitchell)‏ هي قاضية أمريكية، ولدت في 1968 في برونكسفيل في الولايات المتحدة.